# 스테판 라누아
스테판 로랑 라누아(프랑스어: Stéphane Laurent Lannoy, 1969년 9월 18일 ~ )는 프랑스의 축구 심판이다.

## 심판 경력
그는 2006년에 국제 축구 연맹으로부터 국제 심판 자격을 취득했으며, UEFA 유로 2008에서 스위스와 체코의 개막전 경기, 크로아티아와 독일, 그리스와 스페인의 조별 예선 두 경기의 대기심을 맡았다. 또한 그는 2008년 하계 올림픽 축구에서 뉴질랜드와 브라질의 조별 예선 경기의 주심을 맡았으며, 2010년 FIFA 월드컵에서 네덜란드와 덴마크, 브라질과 코트디부아르의 조별 예선 두 경기의 주심을 맡기도 하였다.